# Benetutti
Benetutti (en sard, Benetuti) és un municipi italià, dins de la província de Sàsser. L'any 2007 tenia 2.030 habitants. Es troba a la regió de Goceano. Limita amb els municipis de Bono, Bultei, Nule, Nuoro (NU), Oniferi (NU), Orani (NU), Orune (NU), Pattada i Orotelli (NU).

## Administració
| Període | Identitat        | Partit        |
| ------- | ---------------- | ------------- |
| 2006-   | Gianni Murineddu | Llista cívica |